# Wydział Mechaniczno-Energetyczny Politechniki Wrocławskiej
Wydział Mechaniczno-Energetyczny (W-9) Politechniki Wrocławskiej – jednostka naukowo-dydaktyczna (jeden z 16 wydziałów) Politechniki Wrocławskiej, która powstała w 1954 roku poprzez wydzielenie z Wydziału Mechanicznego, powstałego w 1949 roku. Według Ministerstwa Nauki i Szkolnictwa Wyższego wydział posiada kategorię „A”.

Wydział zatrudnia 84 nauczycieli akademickich, w tym:
11 z tytułem naukowym profesora

8 ze stopniem naukowym doktora habilitowanego

65 ze stopniem naukowym doktora

## Struktura Wydziału
- Katedra Inżynierii Kriogenicznej, Lotniczej i Procesowej W9/K1
- Katedra Termodynamiki, Teorii Maszyn i Urządzeń Cieplnych W9/K2
- Katedra Technologii Energetycznych, Turbin i Modelowania Procesów Cieplno-Przepływowych W9/K3
- Zakład Kotłów, Spalania i Procesów Energetycznych W9/Z1
- Zakład Mechaniki i Systemów Energetycznych W9/Z2
- Zakład Podstaw Konstrukcji i Maszyn Przepływowych W9/Z3

## Poczet dziekanów
- 2005–2012: prof. dr hab. inż. Maciej Chorowski[3]
- 2012–2020: prof. zw. dr hab. inż. Zbigniew Gnutek
- od 2020: dr hab. inż. Piotr Szulc, prof. PWr

## Edukacja
Obecnie wydział daje możliwość podjęcia nauki na czterech kierunkach: mechanika i budowa maszyn, energetyka, odnawialne źródła energii oraz lotnictwo i kosmonautyka. Dodatkową formą kształcenia są studia podyplomowe, a także wszelkiego rodzaju szkolenia mające na celu uzupełnianie wiedzy, aby nadążyć za nowościami technicznymi i technologicznymi.